# هيو إس. جنكينز
هيو إس. جنكينز (بالإنجليزية: Hugh S. Jenkins)‏ هو محامي وسياسي أمريكي، ولد في 9 مارس 1903 في نيو كمبرلاند في الولايات المتحدة، وتوفي في 18 يونيو 1976 في كولومبوس في الولايات المتحدة. حزبياً، نشط في الحزب الجمهوري.